# Kunstsammlung des Herzoglichen Georgianums

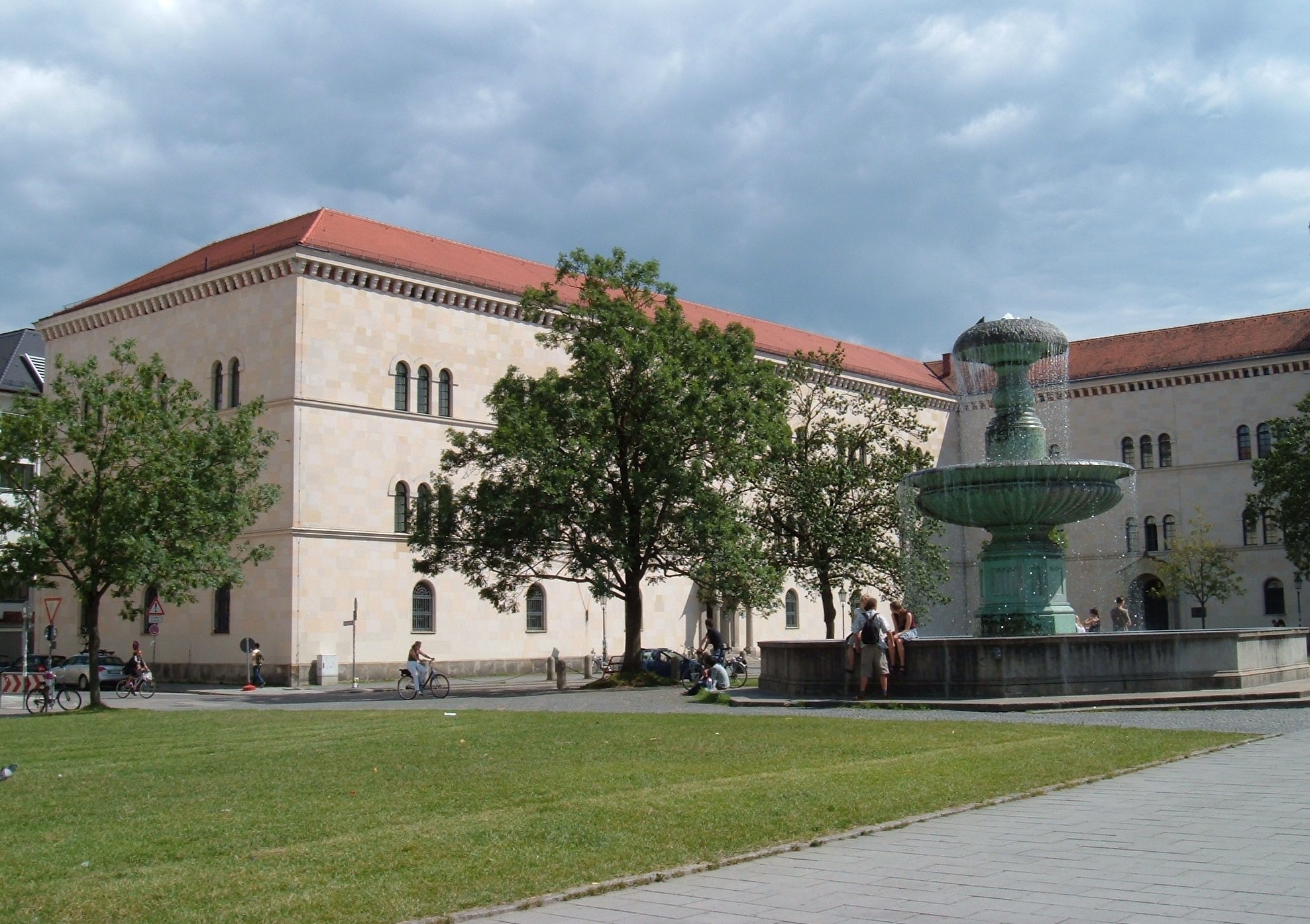
Das Georgianum

Die Kunstsammlung des Herzoglichen Georgianums gehört dem Herzoglichen Georgianum an, einem Priesterseminar in München. Schwerpunkte der Sammlung (ca. 600 Objekte, davon ca. 300 ausgestellt) sind Skulpturen der Spätgotik, Gemälde und liturgische Geräte von der Romanik bis ins 19. Jahrhundert.
Seit 1986 sind die Kunstwerke im Hochparterre an der Ludwigstraße ausgestellt und können von den Studenten des Georgianums ebenso wie von kleinen Gruppen (nach telefonischer Vereinbarung) besichtigt werden.

## Adresse
Professor-Huber-Platz 1, 80539 München